# Ichnos
Ichnos is een internationaal, aan collegiale toetsing onderworpen wetenschappelijk tijdschrift op het gebied van de paleontologie. Het is opgericht in 1990 en wordt uitgegeven door Taylor & Francis.